# Bunduica rubrovenosa
Bunduica rubrovenosa är en insektsart som beskrevs av Jacobi 1909. Bunduica rubrovenosa ingår i släktet Bunduica och familjen vedstritar. Inga underarter finns listade i Catalogue of Life.